# Anime music video

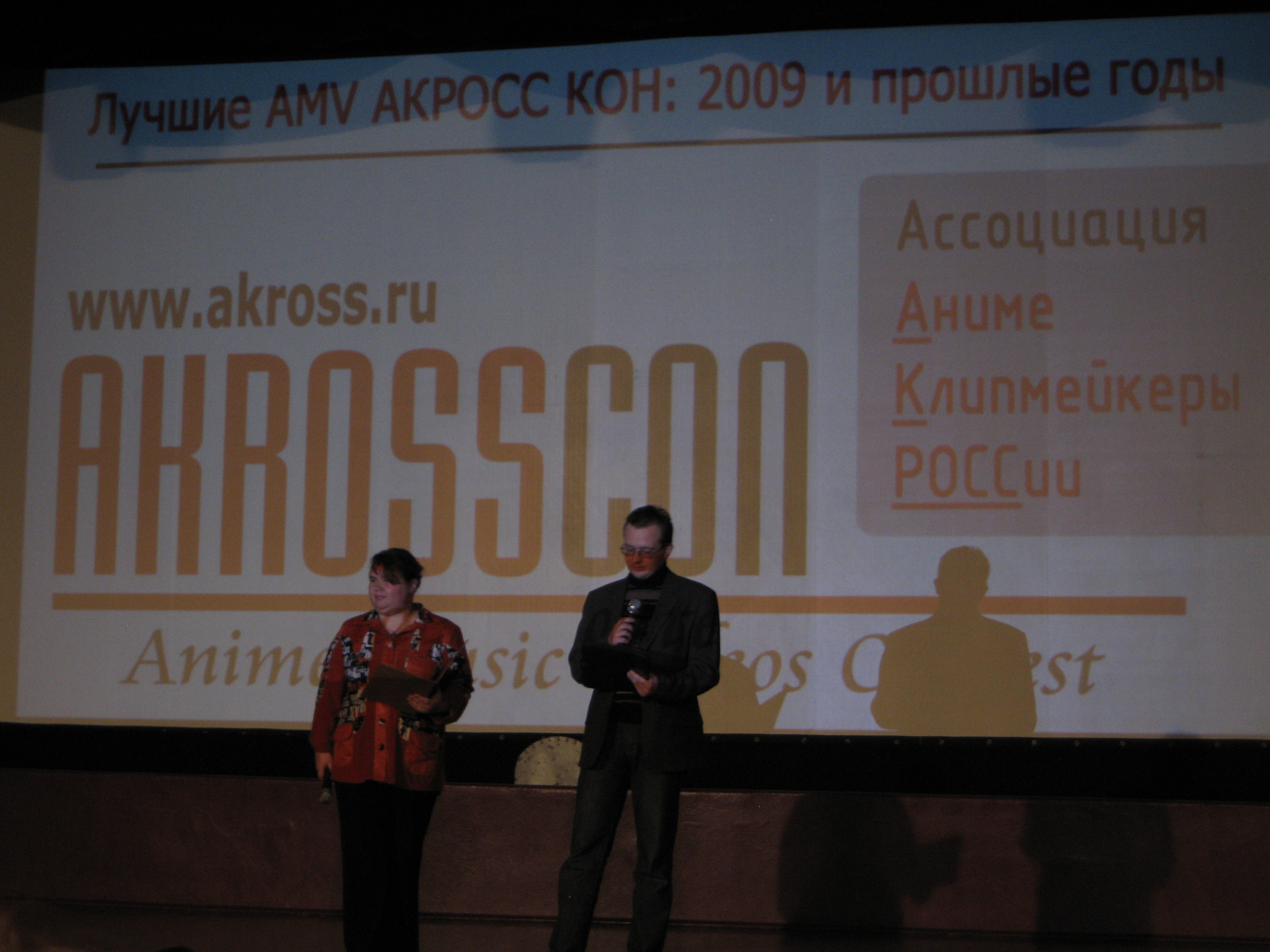
Exibição de clipes AMV em um cinema em Tver.

Anime Music Video abreviado por AMV, é um clipe de uma ou mais séries de animes. Estes clipes geralmente são produzidos por fãs e não estão de forma alguma relacionados com as empresas encarregadas dos animes usados. São encontrados usualmente na internet, porém recentemente se tornou comum a rodagem destes vídeos em convenções de anime e mangá.
Um AMV pode ser também um conjunto de imagens de vídeo game juntos com a música, que é conhecido como GMV. Um novo formato de AMVs, incluindo ou compreendendo apenas não anime ou jogos chamado animashing também começou a ganhar popularidade. 
AMVs não são vídeos oficiais divulgados pelos devidos criadores ou estúdios, são composições de fãs que sincronizam videoclipes editados com uma faixa de áudio. AMVs são mais comumente publicados e distribuídos informalmente através da Internet. Eventos de anime frequentemente realizam concursos AMV ou exposições. Enquanto AMVs tradicionalmente usam imagens tiradas a partir de anime, vídeo game cut-scene filmagem também é uma opção popular. A música usada em AMVs é extremamente diversificada, com gêneros como J-Pop, rock, hip hop, pop, R&B, country, e muitos outros.
AMVs não devem ser confundidos com o fan-made "de animação gerais", vídeos usando fontes de vídeo de animação não-japonesas, como desenhos animados ocidentais, ou com a prática de Vidding no oeste da mídia fandom, que evoluiu de forma convergente e tem uma história diferente e cultura de fãs. "Anime music videos" são um sub-gênero dos mais gerais "vídeos musicais animados". Paralelos podem ser traçados entre AMVs e songvids, sem animação fan-made vídeos usando cenas de filmes, séries de televisão, ou de outras fontes. 
Um AMV pode ser produzido através de muitos programas como o incorporado na Microsoft, Windows Movie Maker, ou o Premiere Pro por parte da Adobe.
O primeiro videoclipe de anime foi criado em 1982 por Jim Kaposztas, de 21 anos. Kaposztas conectou dois videocassetes e editou as cenas mais violentas de Star Blazers para " All You Need Is Love " dos The Beatles para produzir um efeito humorístico.

## Criando um AMV
- Edição: Usando clipes diferentes da fonte de vídeo e mudar entre elas em momentos específicos é a ferramenta mais importante que o criador do AMV tem. Muitas vezes ambos os eventos do vídeo e as transições entre os clipes são sincronizados com eventos na música. Esta sincronização é dividida em dois tipos gerais: interno e externo. Sincronia interna envolve sincronização do áudio com eventos reais que ocorrem na cena, como tiros e portas batendo. Sincronia externo é editado em casos de cortes feitos no tempo, com o áudio.[1]
- Efeitos digitais: Usando o software de edição de vídeo (normalmente um sistema de edição não-linear) a fonte de vídeo pode ser modificado de várias maneiras. Alguns efeitos são projetados para ser imperceptível (como modificar uma cena para parar a boca de um personagem de movimento), enquanto outros se destinam a aumentar a sincronia com o áudio, ou, eventualmente, criar um estilo visual único para o vídeo[3].
- Lip-sync: a sincronização dos movimentos labiais de um personagem da fonte de vídeo original para as letras do áudio, para fazer parecer como se o personagem estivesse cantando a música, muitas vezes, o objetivo é cômico. Lip-sincronização também é comumente usado em AMVs paródia. Essas músicas geralmente vêm de musicais, ou o mais recente nas paradas pop.
- Alguns editores usam animação original e manipulada, tanto bidimensional e tridimensional, em obras de AMV. Essas adições são muitas vezes utilizadas para efeito visual ou para transmitir uma história que é outra forma incomunicável utilizando apenas a fonte de vídeo original.